# Era Trona
Era Trona är en bergstopp i Spanien.   Den ligger i regionen Katalonien, i den nordöstra delen av landet, 400 km nordost om huvudstaden Madrid. Toppen på Era Trona är 2 058 meter över havet.
Terrängen runt Era Trona är huvudsakligen bergig.Runt Era Trona är det glesbefolkat, med 18 invånare per kvadratkilometer. Närmaste större samhälle är Vielha, 11,8 km sydost om Era Trona. I omgivningarna runt Era Trona växer i huvudsak blandskog.